# Baruyera
Baruyera, una tromba lesbiana feminista fue una revista publicada en Buenos Aires sobre activismo lésbico editada por Verónica Marzano y Sonia Gonorazky entre 2007 y 2009.  El equipo estuvo integrado además por Charo Márquez Ramos, Jose Ramón, Cristina Coll, Patricia Villegas.
La revista llegó a editar siete números que incluían artículos, entrevistas sobre lesbianismo, feminismo, aborto, educación sexual integral y notas de difusión sobre el Encuentro Nacional de Mujeres, entre otras temáticas, como traducciones de autoras lesbianas.
Baruyera, incluía de historietas de temática lesbofeminista y contó con la participación de Cristina Coll, artista visual que colaboró con varias ilustraciones además de aportar a la curaduría de imágenes en varios números de la publicación.